# Leopold Ernst Gustav von Koschembahr
Leopold Ernst Gustav von Koschembahr (* 1. März 1768 in Festenberg; † 10. Oktober 1842 in Breslau) war ein preußischer Generalmajor.

## Leben

### Herkunft
Seine Eltern waren der preußische Stabsrittmeister im Husarenregiment „von Podjursky“ Wolf Ernst von Koschembahr (* 7. Januar 1730; † 10. Juli 1779) und dessen Ehefrau Beate Wilhelmine von Koschembahr (* 19. Juni 1733; † 18. September 1808) aus dem Haus Ossen.

### Militärlaufbahn
Am 19. August 1782 trat Koschembahr als Junker in das Husarenregiment „von Württemberg“ der Preußischen Armee, wurde am 9. Oktober 1794 Kornett und avancierte am 28. Mai 1790 zum Sekondeleutnant. Während des Feldzuges in Polen nahm er 1794 an der Schlacht bei Rawka sowie den Gefechten bei Ganroth, Krakau und Wola teil und wurde bei der Belagerung von Warschau verwundet. Für sein Verhalten wurde ihm am 9. Juni 1794 der Orden Pour le Mérite verliehen.
Nach dem Krieg stieg Koschembahr am 23. März 1802 zum Premierleutnant auf, kämpfte 1806 im Vierten Koalitionskrieg in der Schlacht bei Auerstedt und wurde dort schwer verwundet. 1807 wurde er mit Halbsold inaktiv gestellt.
Nach dem Frieden von Tilsit kam er am 17. März 1809 in das Schlesische Husaren-Regiment Nr. 4 und avancierte 25. Mai 1809 zum Stabsrittmeister. Koschembahr nahm am 25. März 1809 seinen Abschied, um in die Schwarze Schar des Herzogs von Braunschweig einzutreten. Und schon am 5. Mai 1809 wurde er wieder in der Armee als Brigadeadjutant von Oberst Graf Goetzen angestellt. Mit seiner Beförderung zum Rittmeister kam Koschembahr am 30. April 1811 als Adjutant zum Grafen Zieten und wurde am 3. März 1812 dem Schlesischen Kürassier-Regiment aggregiert.
Während der Befreiungskriege erhielt Koschembahr im Gefecht bei Liebertwolkwitz einen Schuss in die Hand und wurde mit dem Eisernen Kreuz II. Klasse ausgezeichnet. Später kämpfte er in den Schlachten bei Kulm und Dresden. Er wurde am 27. August 1813 Major und nach seiner Wiederherstellung im Jahr 1814 Kommandeur eine Kavallerieabteilung in Nancy. Für seine Leistungen im Feldzug bekam Koschembahr am 17. März 1815 den Orden des Heiligen Wladimir IV. Klasse.
Am 29. März 1815 ernannte man Koschembahr zum Kommandeur des 4. Kürassier-Regiments und in dieser Stellung erfolgte am 3. Oktober 1815 mit Patent vom 25. Oktober 1815 seine Beförderung zum Oberstleutnant. Mit Patent vom 10. April 1822 wurde er am 30. März 1822 Oberst. 1825 erhielt Koschembahr das Dienstkreuz und wurde Ritter des Johanniterordens. Er bekam am 27. März 1831 seinen Abschied mit dem Charakter als Generalmajor und einer Pension von 1750 Talern. Dazu bekam er am 31. März 1831 die Erlaubnis zum Tragen seiner Generalsuniform, allerdings ohne aktive Dienstabzeichen und noch am 22. April 1833 den Orden des Heiligen Wladimir III. Klasse. Er zog nach Breslau, wo er am 10. Oktober 1842 starb.
In seiner Beurteilung aus dem Jahr 1830 schrieb er General von Thile: „Ist ein durch unermüdlichen Diensteifer und pünktliche Pflichterfüllung sich auszeichnender Offizier. Das Regiment ist unter seiner Führung in einer lobenswerten Verfassung. Leider ist aber seine Gesundheit durch Alter und lange Dienstzeit so geschwächt, daß er den Anstrengungen eines Feldzuges unzweifelhaft in kurzer Zeit unterliegen würde und daher seine Versetzung in den Ruhestand zu wünschen ist.“

### Familie
Koschembahr heiratete am 2. Oktober 1797 in Kempen Sophie Wilhelmine Konstanze von Oppeln-Bronikowski (* 5. November 1779; † 22. November 1853). Das Paar hatte mehrere Kinder:
- Julius Ferdinand Leopold (* 16. März 1799; † 1851), Rittmeister im 7. Kürassier-Regiment, Herr auf Groß Wilkau (Kreis Nimpitsch) ⚭ 1845 Agnes Friederike von Pfeil-Elguth (* 11. November 1826)[1]
- Beate Johanna Fanny (* 24. Oktober 1800; † 25. Juli 1815)
- Betty Henriette (* 3. August 1805)
- Heinrich Leopold Fedor (* 21. November 1809), Major a. D., zuletzt im 7. Kürassier-Regiment